# پروتینا
پروتینا (به صربی: Perutina) یک منطقهٔ مسکونی در صربستان است که در دویواتس واقع شده‌است.